# Janowo (Młynary)
Janowo (deutsch Johannishof) war ein Ort in der polnischen Woiwodschaft Ermland-Masuren. Seine Ortsstelle liegt im Gebiet der Stadt-und-Land-Gemeinde Młynary (Mühlhausen i. Ostpr.) im Powiat Elbląski (Kreis Elbing).

## Geographische Lage
Die Ortsstelle von Janowo liegt im Nordwesten der Woiwodschaft Ermland-Masuren, 16 Kilometer südwestlich der früheren Kreisstadt Braunsberg (polnisch Braniewo) bzw. 16 Kilometer nordöstlich der heutigen Kreismetropole Elbląg (Elbing).

## Geschichte
Johannishof war einst ein großer Hof, der als kleiner Ort im Jahre 1874 Teil des neu gebildeten Amtgsbezirks Rautenberg im ostpreußischen Kreis Braunsberg, Regierungsbezirk Königsberg, wurde. Die Besitzung Johannishof wurde bereits am 10. Dezember 1891 in die Landgemeinde Karschau (polnisch Karszewo) eingegliedert.
Anlässlich der Abtretung des gesamten südlichen Ostpreußen 1945 in Kriegsfolge an Polen erhielt Johannishof die polnische Namensform „Janowo“. Über die weitere Entwicklung des Ortes finden sich keine Belege. Janowo wird heute offiziell nicht mehr genannt und gilt als untergegangen. Seine auch nicht mehr erkennbare Ortsstelle liegt im Bereich der Gmina Młynary im Powiat Elbląski, von 1975 bis 1998 der Woiwodschaft Elbląg, seither der Woiwodschaft Ermland-Masuren zugehörig.

## Religion
Bis 1945 war Johannishof in die römisch-katholische Kirche in Bludau (polnisch Błudowo) im damaligen Bistum Ermland eingepfarrt, außerdem gehörte es zur evangelischen Kirche Frauenburg in der Kirchenprovinz Ostpreußen der Kirche der Altpreußischen Union.

## Verkehr
Die nicht mehr wahrnehmbare Ortsstelle von Janowo bzw. Johannishof ist über eine Landwegverbindung mit dem Dorf Karszewo (Karschau) verbunden.